# Arcte granulata
Arcte granulata är en fjärilsart som beskrevs av Achille Guenée 1852. Arcte granulata ingår i släktet Arcte och familjen nattflyn. Inga underarter finns listade i Catalogue of Life.